# Uzay-le-Venon
Uzay-le-Venon település Franciaországban, Cher megyében. Lakosainak száma 410 fő (2022. január 1.). Uzay-le-Venon Bruère-Allichamps, La Celle, Chavannes, Contres, Meillant, Saint-Germain-des-Bois és Saint-Loup-des-Chaumes községekkel határos.

## Népesség
A település népessége az elmúlt években az alábbi módon változott:
| Lakosok száma | 416  | 357  | 383  | 382  | 405  | 399  | 401  | 404  | 405  | 410  |
|               | 1968 | 1982 | 1990 | 2006 | 2013 | 2015 | 2017 | 2019 | 2020 | 2022 |